# 新斯塔夫 (里夫內區)
50°45′41″N 25°57′40″E / 50.76139°N 25.96111°E

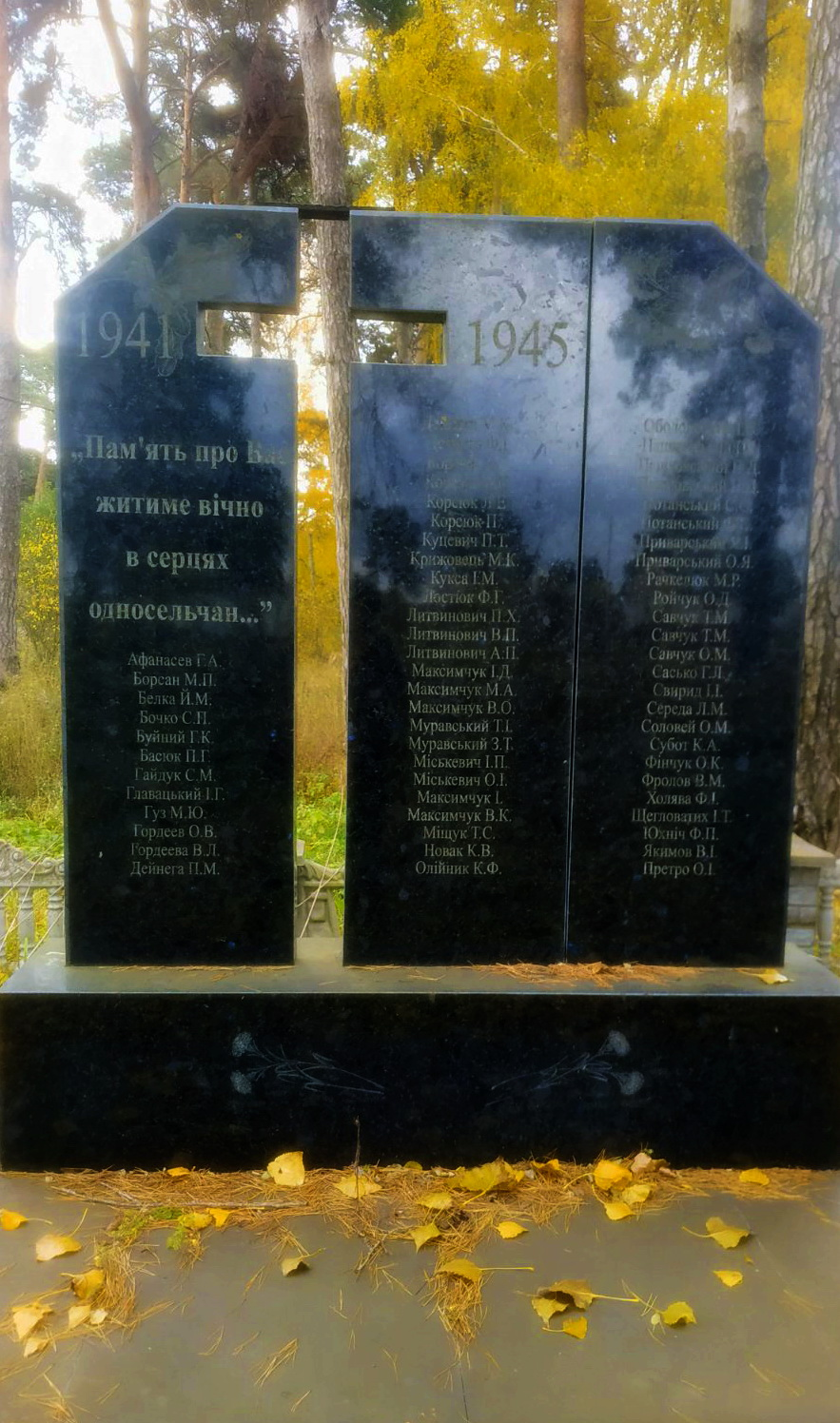
苏联烈士墓

新斯塔夫（烏克蘭語：Новостав），是烏克蘭西北部里夫内州里夫内区佐里亞市鎮的村落。始建於1779年，面積0.83平方公里，海拔高度176米，2001年人口779，人口密度每平方公里938.6人。